# Margarodes australis
Margarodes australis är en insektsart som först beskrevs av Jakubski 1965.  Margarodes australis ingår i släktet Margarodes och familjen pärlsköldlöss. Inga underarter finns listade i Catalogue of Life.